# 圣乔治堂 (贝拉焦)

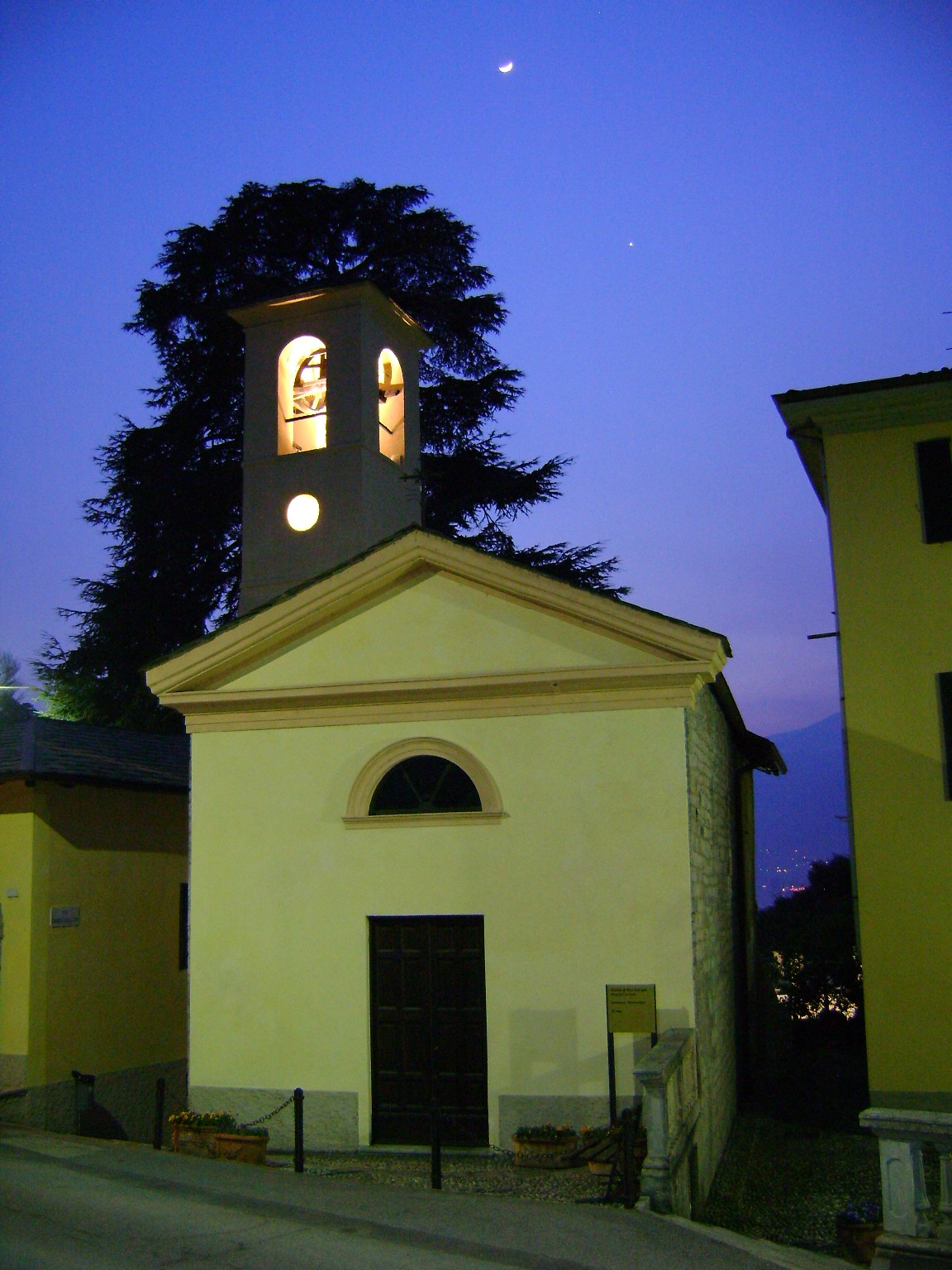

圣乔治堂（Chiesa di San Giorgio）是意大利伦巴第贝拉焦的一座罗马天主教教堂，罗马式建筑，毗邻市政厅及贝拉焦的主要教堂圣雅各伯圣殿。
该堂石砌外墙，奇特的是钟的位置，内部有11世纪的圣母壁画和雕像，后者传统上会出现在9月的第二个星期日的游行。